# Småsjöarna (Idre socken, Dalarna)
Småsjöarna är en sjö i Älvdalens kommun i Dalarna och ingår i Dalälvens huvudavrinningsområde. Sjön har en area på 0,199 kvadratkilometer och ligger 738,6 meter över havet. Sjön avvattnas av vattendraget Harundan. Vid provfiske har abborre, gädda, harr och sik fångats i sjön.

## Delavrinningsområde
Småsjöarna ingår i det delavrinningsområde (688383-134705) som SMHI kallar för Utloppet av Småsjöarna H.738. Medelhöjden är 783 meter över havet och ytan är 2,06 kvadratkilometer. Räknas de 3 avrinningsområdena uppströms in blir den ackumulerade arean 18,51 kvadratkilometer. Harundan som avvattnar avrinningsområdet har biflödesordning 4, vilket innebär att vattnet flödar genom totalt 4 vattendrag innan det når havet efter 502 kilometer. Avrinningsområdet består mestadels av skog (90 procent). Avrinningsområdet har 0,2 kvadratkilometer vattenytor vilket ger det en sjöprocent på 9,9 procent.